# パワード ギア
『パワード ギア』（POWERED GEAR）は、1994年にカプコンから発売されたベルトスクロールアクションゲーム。日本国外版タイトルは「Armored Warriors」（アーマード ウォーリアーズ）。
ゲーム誌『ゲーメスト』（新声社）誌上で行われた「第9回ゲーメスト大賞」（1995年度）においてベストアクション賞4位を獲得した。
2018年9月20日配信開始（パッケージ版は12月6日発売）の『カプコン ベルトアクション コレクション』に収録されている。また、2021年2月18日配信のNintendo Switch版『カプコンアーケードスタジアム』（PlayStation 4版、Xbox One版、PC版は同年5月25日に配信）にも収録。

## ゲームシステム
ヴァリアント・アーマー（以後「VA」と表記）と呼ばれる機動兵器を操作して、ステージをクリアしていく。色々なパーツを敵から奪って装備することにより、様々なパターンのメカを作ることができる。
2人または3人での同時プレイが可能である。プレイ人数は基板の設定により変更可能。
レバーで上下左右に移動し、攻撃(A)・ジャンプ(B)・サブウェポン(C)の3ボタンで操作する。
通常のメガクラッシュ（バリヤーポイントを張る緊急回避攻撃）の他、全域に大ダメージを与える超メガクラッシュを使うことも可能。超メガクラッシュはキャラクターによって技が異なる。メガクラッシュ、超メガクラッシュは敵キャラクターにヒットした際に自機も体力を消費するが、ヒットしなかった場合には体力は消費しない。
超合体攻撃
2名以上で同時プレイ中、道中にある無線アイテムを拾うことで、ボス戦で合体攻撃が可能になる。合体中は一切のダメージを受け付けなくなる。
合体ロボットはβキャノン（飛行型）、γバトラー（二足歩行型）、αフォートレス（キャタピラ走行型）の3種。裏技で選ぶこともできる。
シューティングモード
前方から次々現れる敵をウェポンを使って倒すボーナスステージ的な要素。シューティングモードではどのボタンを押してもウェポン発射となり、一切弾切れを起こさない。

## ストーリー
西暦2281年、半世紀にもわたり繰り広げられた地球連合軍とライア公国軍との領星権を巡る争いは遂に終わりを告げた。しかし、その平和は長くは続かなかった。
停戦協定から1年後、完全なる兵士となるべく自らをサイボーグ化した元ライア公国軍大尉アズラエルが、数千のサイボーグ兵士を引き連れ、ライア公国に向けて宣戦布告。ライア星より緊急通信を受けた地球連合政府は、最新鋭機動部隊を派遣することに決定した。

## 登場キャラクター・兵器

### プレイヤーキャラクター
ジェフ・パーキンス / コールサイン"ラッシュ"
ブロディアのパイロット。アメリカ出身の地球人。階級は中尉。
レイ・ターナー / コールサイン"ジャスティス"
レプトスのパイロット。ライア公国人。階級は大尉。
グレン・リード / コールサイン"グレイ"
ガルディンのパイロット。カナダ出身の地球人。階級は少佐。
サラ・ホワイト / コールサイン"サイレーン"
フォーディーのパイロット。フランス出身の地球人とライア星人の混血。階級は少尉。

### 搭乗機体
ブロディア
どのパーツを装備しても使いやすいバランス型。
レプトス
バランス型。ブロディアより守備力とサブウェポン装弾数が低いが、スピードは高い。
ガルディン
守備力とサブウェポン装弾数はトップで、スピードは低い。アームパーツの振りが遅いものが多い。
フォーディー
スピードとアームパーツの振りの速さはトップで、守備力とサブウェポン装弾数は低い。アームパーツのリーチが短いものが多い。

### 敵キャラクター
アズラエル
ワーロックのパイロット。ライア星出身のサイボーグ。
サイボーグ兵（SOLIDER）
敵の一般兵士。グラフィック上では所持する銃火器で攻撃して来るが、倒すと回復剤を落とす者もいる。
パワードスーツ（P･SUIT）
サイボーグ兵士の強化型。ロケット砲で攻撃してくる。

### VA・兵器
スコープ・ボール（S･BALL）
2面を除いて全STAGEに登場する偵察型VA。通信機を落とすのもこの敵。
ゲイツ（GAITS）
汎用型のVA。黄緑色の物と赤色の物がある。いずれも動きは遅く積極的に攻撃してこない。無人の状態で放置されている物もある。
ゲイツE（GAITS.E）
カラーリングは緑。ゲイツに比べて数が多く、機敏な動きでこちらを翻弄してくる。バルカンやミサイルなどを装備しているタイプもおり、銃器を撃つ際はアンカーを下ろすなどアクションパターンも豊富である。ワーロック戦では黒いゲイツEが出てくる。
ゲイツD（GAITS.D）
後述するデスドリルを装着したゲイツ。動きは鈍重だが攻撃力は高い。間合いを離していると、ダッシュ攻撃をしてくる。
ゲイツSP（GAITS.SP）
チェーンスパークを持ったゲイツ。リーチが長く攻撃力もゲイツD以上に高いが、歩きが遅い。
ゲイツLB（GAITS.LB）
レーザーブレードを装備したゲイツ。D型やSP型に比べて単発の攻撃力は低いが、ゲイツの中では一番すばやい存在。2体か3体1組で登場することが多い。
トータス（TOATUS）
可変型VA。変形で突出させたブレードによる突進や待ち伏せての急降下攻撃を仕掛けてくる。人型形態での動作は鈍い。後述する派生型がダメージを受けてアームが外れるとこの姿になる。
トータスC（TOATUS.C）
フォースクローを装備したトータス。迂闊に近づくと掴んでこちらのアームをもぎ取ろうとしてくる。
トータスD（TOATUS.D）
デスドリルを装備したトータス。まれにドリルからサイボーグ兵や、機雷と冷却水を出すこともある。
トータスS（TOATUS.S）
チェーンスパークを装備したトータス。掴まれると被害が大きい。
バリメス（VALIMES）
重機動型のVA。下半身がキャタピラとなっており、対VA用の破砕球か斧を装備して攻撃を仕掛ける。動作は鈍重で、転倒すると付近のVAを巻き込んで転ばせてしまう。
二足歩行型の物がいるが、爆弾を投擲してすぐ画面外に逃走する。
Rゴリ（R.GORI）
腕部にローラーが装備されている大型の重機動VA。動作は重いがパワーがあり、赤く光ってからの突進や、大ジャンプからの押し潰しを仕掛けてくる。
起き上がりに無敵時間がある。
ジェイグ（JAGE）
ターボジェットで常に地上から少し浮いているVA。プレイヤー機を上から掴んで地面に叩きつけようとしてくる。コンテナの運搬係として登場することも多い。6面ではバルカンを装備したのも登場する。
ニーム（NEAM）
ムカデ型の小型VA。電撃などで攻撃してくるが腹部の装甲が非常に脆いため、転倒した状態で攻撃されるとひとたまりも無い。
インセクト（INSECT）
レーザー砲を搭載した四足歩行型のVA。動きが変則的かつ機敏で捉えづらい。
B.ワーカー（B.WORKER）
シールドキャノンを装備したものは、射撃やスライディングなどを使ってくる。
レーザーブレードを装備したものは、リーチの長い攻撃や、溜めからの突進攻撃などを使ってくる。
ワーロック（WARLOCK）
全身黒ずくめの二足歩行型VA。アズラエルの乗機。ステージ1、ステージ5、ステージ6で登場し、そのたびにパワーアップしてくる。
アグミス（AGMISS）
水中戦用タコ型VA。脚を高速回転させての突撃や、スクリューで水流を操りつつの魚雷攻撃を仕掛けてくる。
ラッド（RAD）
戦車のような大型VA。全身に装備された重火器での多彩な攻撃や、足元のロケットブースターで高く飛び上がって全体重を乗せた押し潰しを繰り出してくる。
スカルド（SCULD）
四脚二腕のサソリ型VA。ダメージを与えると体色と共に攻撃パターンが変化する。一息にダメージを与えると暴走状態になって、協力プレイだとピンボール攻撃を繰り出す。
ヘリオン（HELION）
正体不明のVA。ヘリコプター型から人型へと一定時間で変形し、空中機雷散布や急降下攻撃など多彩な攻撃手段を持つ。
M･BRAIN
サイボーグ兵士を統率する黒幕。

### その他のキャラクター
バーンズ
VA部隊の整備士。シューティングステージのセットアップや作戦中の補給などVA部隊を支援する。陽気だが、喋り方にやや品がない。
ギャラガー
今回の作戦の指揮官。典型的な軍人口調。
通信兵
女性の通信兵。会話中に舌を出したりするなど、どこか子供っぽい。エンディングにも登場する。

## パーツアイテム
本作では敵VAから各部パーツを奪い取って自らの物とすることが可能である。パーツには通常攻撃用の「アーム」、移動性能の影響がある「レッグ」、飛び道具である「サブウェポン」が存在する。

### アーム
パワーナックル
各機体の初期装備アーム。連続打撃と掴み技が使える。Aボタンを押してレバー前で「長距離攻撃」が出る。
デスドリル
ドリル型のアーム。レバー入力しながら攻撃ボタンを押すと突進しつつ攻撃できる。振りが遅いが、リーチと攻撃力が高い。長距離攻撃はミサイル。
レーザーブレード
レーザーで出来た剣。リーチは短めだが振りが速い。長距離攻撃は「斬光剣」（ため斬り）。Aボタンを押して↑で「エアーカッター」が使える。
フォースクロー
掴み、投げに特化したグラップル型アーム。通常の掴み攻撃の他、Y軸を合わせて攻撃しても敵を掴め、掴んだ後は敵を叩き付けて攻撃することができる。また、敵VAのアームをもぎ取って奪うことができる。長距離攻撃は通常よりリーチが伸びた掴み攻撃。
敵のように殴ることができないため、接近戦にはかなり弱い。また、最終ボスには通用しない。
チェーンスパーク
電撃チェーンを放つアーム。リーチが長いが隙が大きい。長距離攻撃は、エネルギー弾を溜め込んで飛ばす「エレクトリックボマー」。溜めることで攻撃範囲と威力が上がる。フォースクローと同じく、敵をつかむこともできる。
シールドキャノン
小型ミサイルランチャーが内蔵されたシールド。打撃攻撃はできない。長距離攻撃は画面端まで届く電撃弾の「電磁砲」。敵が空中に居ても軸があっている際は上空にも攻撃判定が出る。Aボタンを押して↑か↓で、Y軸方向に攻撃可能なショット「スプリットキャノン」が出る。Aボタンを押しながらレバー後ろで、ガード。
通常プレイではSTAGE5とSTAGE7で合計2回しか出現しないが、遺跡エリアの最後のコンテナからごく低確率で出現することもある。

### レッグ
装備なし
最初の二足歩行の状態。機体によって性能が異なる。大きなダメージを受けると希にレッグパーツから離脱して、この状態に戻ってしまう。
トレッズ
いわゆる戦車のキャタピラ。スキが大きいが、攻撃力が高い。
パワーバグ
虫のような形状の足。ジャンプ中にジャンプボタンを押すと飛行できる。
ターボジェット
移動がかなり速くなるが、浮いている分背が高くなり当たり判定が大きくなる。
垂直ジャンプ後にジャンプボタンを押し続けることで長時間滞空が可能。

### サブウェポン
バルカン
機関砲。攻撃力が低いが装弾数が多いため素早い敵への足止めに使える。最初から装着されている。
ミサイル
大型無誘導ミサイル。単発だが攻撃力が高くダウン効果があり周囲も巻き込む。
ガイド
小型の誘導ミサイル。二発同時に発射され、ほぼ確実に当たるが攻撃力は低い。
レーザーキャノン
レーザー砲。一瞬で端まで届く速度と高い攻撃力、貫通効果、ダウン効果もあるが装弾数が非常に少ない。撃ちながら上か下にダッシュすることで、画面をなぎ払うように使用できる。
フレイム
火炎放射器。威力は低いが連続ヒットし貫通効果もある。
ボム
機体前方に爆弾を投射する。威力は高いが当てにくい。シューティングエリアでは慣性の法則が働き、かなり使いづらい。
ナパーム
機体前方に焼夷弾を投射する。効果範囲が広くダメージも大きい。

## 体力回復アイテム
本作では多人数プレイ時でも、体力回復アイテムの質と量は1人プレイ時のものと同じ。回復量はゲージ全体を10割としたものとする。また、回復剤が出る場所や直前で死んでしまったり、合体攻撃で物を壊せば高品質の物が出てきたりもする。
スクリュードライバー、プライヤー、スパナ
何の変哲もないありふれた工具で、敵が落としたりもする存在。回復量はそれぞれ、1割、1.3割、1.5割。最高でそれぞれ千点、二千点、三千点もらえる。
オイル缶
燃料というよりは潤滑油か添加剤のようなオイル缶で、見かけやすい存在。体力を3割補充できるうえ、最高で四千点もらえる。この回復量はギガクラッシュ一発分の消費量に相当する。
冷却水
オイル缶の代わりに出てくることがある上質な冷却水。体力を4割補充でき、最高で五千点もらえる。
オイルタンク
高品質の燃料がいっぱいのポリタンクで、あまり出てこない回復剤。体力を5割補充でき、最高で一万点もらえる。
燃料缶（FUEL･A）
最高級の燃料がたっぷりの一斗缶で、滅多に出てこない回復剤。体力を8割補充でき、最高で二万点もらえる。
ツールボックス
破損はもちろん大破でも修復できる道具満載の工具箱で、稀にしか姿を見せない回復剤。体力を9割補充でき、最高で三万点もらえる。
給油機（FUEL･B）
ガソリンスタンドの給油機と同じ形の希少回復剤。体力を全回復でき、最高で五万点もらえる。

## ステージ
- STAGE1 弾痕都市（Deserted Town）

BOSS:WARLOCK
- STAGE2 ニューヨーク奪還作戦（Win Back）

BOSS:AGMISS
- STAGE3 追撃（Chase）

前半はシューティングステージ、後半は通常戦。
BOSS:RAD
- STAGE4 忘却の神殿（Forgotten Ruins）

BOSS:SCULD
- STAGE5 陽炎の軌道（Railroad In Flames）

前半は通常戦、中ボス・ワーロック2と戦闘、その後シューティングステージを経てボス戦。
MIDDLE BOSS:WARLOCK2（姿はステージ1から大幅に変更されている。攻撃パターンは完全に新規なので、攻略的には別キャラクター）
BOSS:HELION（シューティングステージで時間内に装甲列車を破壊できると、ライフゲージを一定量減らして戦える。また、回復剤も良い物が出てくる）
- STAGE6 真実（Truth）

BOSS:WARLOCK3（WARLOCK2の強化改修型。多人数プレイの時だと、戦闘開始時に分身する）
- STAGE7 星の海へ（Starry Ocean）

BOSS:M-BRAIN（右端弱点固定型のボスで、攻撃パーツはザコ扱い。攻撃形態は二段階あり、画面を埋め尽くす猛攻を見せる。全ての攻撃が強力）

## スタッフ
- プランナー：KIYO、T.H.T.FUJI、TUCHIHASHI BAKABON
- プログラマー：Y.TUNAZAKI（綱崎裕三）、HERO HERO、H.HASssssY（橋立広康）、HAMACHAN、DRESS（木本龍己）
- メカニカルデザイン＆オブジェクト：YOCHABARE、E.KURATANI（倉谷栄治）、H.UMEMURA、N.FUJISAWA（藤沢直紀）、Y.MARUNO、H.YOSHINO、YOU.TEN KOZOW（中野雄天）、IGAMI、NEKOKAN、U.F.O、N.FUKUDA（福田直樹）、BAKKY
- アートデザイン：MATSUMOTO、Y.MARUYAMA、M.OHSHINO、T.MISHIMA（三島拓児）、SARU、AKIYAMA
- サウンドコンポーズ：ANACHEY TAKAPON（岩井隆之）
- サウンドデザイン：T.K,NY（川上朝幸）
- スペシャルアドバイザー：POO（船水紀孝）、SHOCHAN、KENKUN、MESHI、FUROBOH
- キャラクターデザイン：T.O.M（西村キヌ）
- ADデザイン：SENSEI（末次治樹）、SAKOMIZU（迫水新一郎）
- ディレクター：KIHAJI.O（岡本吉起）
- スペシャルサンクス：Y.MIKAMI、SHIN

## その他の話題
- 攻略本アスペクト『サイバーボッツ公式ガイドブック〜連合軍極秘ファイル〜』のインタビューで、アーケード版のテストモードにロボットサイズのストリートファイターシリーズのリュウと春麗がいることをスタッフが語っている。これは事実上、このゲーム基板購入者しか試せない。